# Keith Olbermann

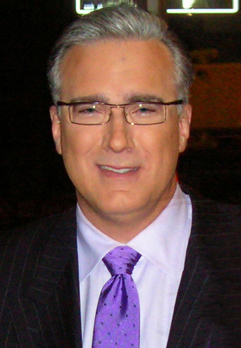
Keith Olbermann

Keith Olbermann (ur. 27 stycznia 1959 w Nowym Jorku) – amerykański dziennikarz telewizyjny. Prowadzi w stacji MSNBC program "Countdown with Keith Olbermann" (godzinny program opisujący ostatnie najważniejsze wydarzenia polityczne w Stanach Zjednoczonych). Pojawia się również w "The Dan Patrick Show" w radiu ESPN. Olbermann znany jest z ostrej krytyki prezydenta George'a Busha. Olbermann nie ma żony ani dzieci.

## Wczesne życie i kariera
Rodzina Olbermanna przeprowadziła się z Nowego Jorku do Hrabstwa Westchester. Uczęszczał początkowo do szkoły w Hastings-on-Hudson zanim dostał się do prestiżowej Hackley School w Tarrytown. 